# Polymorphus kostylewi
Polymorphus kostylewi es una especie de acantocéfalo del género Polymorphus, familia Polymorphidae. Fue descrita por Petrochenko en 1949. Se encuentra en Europa y Asia.